# Napaeosciomyza spinicosta
Napaeosciomyza spinicosta är en tvåvingeart som först beskrevs av Malloch 1922.  Napaeosciomyza spinicosta ingår i släktet Napaeosciomyza och familjen Helosciomyzidae. Inga underarter finns listade i Catalogue of Life.